# شکارگیر یشمی
شکارگیر یشمی (نام علمی: Austrogomphus ochraceus) نام یک گونه از سرده شکارگیرها است.